# Ударный ансамбль Амадинда
Ударный ансамбль Амадинда (Amadinda) — венгерский ударный ансамбль, основанный в 1984 году выпускниками будапештской Музыкальной Академии им. Ференца Листа. Ансамбль заимствовал своё название от угандийского ударного инструмента, популяризованного в западном мире благодаря использованию Джоном Кейджем. В 2004 году ансамбль был награждён премией Кошута.

## Деятельность ансамбля
Деятельность ансамбля служит двум целям: представлять в Венгрии неизвестные там композиции на ударные инструменты и прививать любовь к музыке венгерских композиторов в стране и заграницей. Ансамбль пытается вдохновлять своим существованием венгерских и иностранных композиторов на создание новых произведений. Результатом их усилий была премьера произведения Джона Кейджа Четыре4 (англ. Four4), которое он написал специально для Амадинды в 1991 году.
Во второй половине 1990-х годов в работе ансамбля появились три новых направления. Это исследование традиционных ударных культур, творческая деятельность членов ансамбля и транскрипция произведений из прежних эпох для ударных инструментов. В результате репертуар ансамбля обогатился традиционными ударными произведениями с четырёх континентов, а также циклом Золтана Ваци и Ауреля Холло под заглавием 'beFORe JOHN' и транксрипциями Равеля, Дебюсси и других европейских композиторов.
Важным событием в истории Амадинды была французская премьера (2000) вокального цикла «С флейтами, барабанами и скрипками» (венг. Síppal, dobbal, nádihegedűvel, на стихи Шандора Вёрёша), созданного Дьёрдем Лигети для ансамбля и певицы Каталин Каройи.
Произведения одного из выдающихся композиторов Стива Райха играют специальную роль в репертуаре Амадинды. Двадцатилетнее сотрудничество с композитором привело к композиции под заглавием 'Mallet Quartet', которую он посвятил двадцатипятилетнему ансамблю и канадскому ансамблю Nexus. Премьера произведения состоялась в будапешстском Дворце искусств (Művészetek Palotája) в декабре 2009 года.
Среди записей ансамбля выделяется интересная работа с произведениями Джона Кейджа, в том числе серия из пяти CD со всеми произведениями Кейджа для ударных.
Амадинда в своей истории сотрудничала с такими артистами, как Петер Этвёш, Золтан Кочиш, Андраш Шифф, Дьёрдь Куртаг, Андраш Келлер.

## Члены
- Золтан Рац
- Золтан Ваци
- Аурель Холло
- Карой Бойтош